# Myropscameren
De Myropscameren of Mieropskameren is een rijksmonument en bestaat uit een rijtje vrijwoningen aan de Springweg in Utrecht.
Eind 13de eeuw werd op het terrein tussen de Oudegracht en de Springweg het Regulierenklooster gesticht dat zich gaandeweg uitbreidde met bijgebouwen. In 1580 werd het klooster opgeheven en in 1583 werden de bijgebouwen verbouwd tot elf armenwoningen volgens het testament van Cornelis van Mierop, proost van de Dom. De hoge ruimtes van de gebouwen werden gehalveerd door het aanbrengen van een verdieping waardoor de Mieropskameren de enige Utrechtse godskameren werden die ieder meer dan één kamer hadden. Om de onregelmatigheden van de huisjes te verbergen werden de huisjes gepleisterd en rood geschilderd maar later wit. In 1968 kocht het Utrechts Monumentenfonds de huisjes en in 1980 vond een verbouwing plaats waarbij de huisjes aan de achterkant uitgebreid werden.